# Музыкальная форма
Музыка́льная фо́рма (от лат. forma — вид; образ; красота; лат. слово происходит от др.-греч. μορφή вид, очертания; внешность; красота) — многозначный музыкальный термин, описывающий строение музыкального произведения. Согласно Музыкальному энциклопедическому словарю (1990), термин имеет три значения:
1) тип композиции (сонатная форма, вариации, рондо, бар и др.). Форма-тип определяется рассмотрением музыкальной конструкции в статике (схема последования разделов, которую описывают последовательностью латинских букв, например, ABA, ABACA и т.п.) и динамике (реализация схемы в музыке, «развёртывание» схемы во времени);
2) воплощение музыкального содержания, под которым понимается целостная организация музыкального артефакта (пьесы) как совокупности мелодики (мотивов, фраз, мелодических формул и др.), гармонии, метра и ритма, склада и фактуры, вербального текста (стихотворного, молитвословного, прозаического), тембров и кластеров и др.;
3) учебная дисциплина, занятая изучением формы (в первом значении).

## Форма и содержание
При рассмотрении формы в её наиболее обобщённом понимании (второе значение термина по Музыкальному энциклопедическому словарю), музыкальную форму от специфически музыкального содержания отличить невозможно. Когда таким образом «расплывается» объект рассмотрения (формальная конструкция), то анализ формы по существу превращается в «целостный анализ» всего. Об этом в России неоднократно писал Ю.Н. Холопов, в Германии — автор популярного учебника о форме Клеменс Кюн: «Когда "учение о формах" перекрещивают в "анализ композиции", то, хотя исторически и лексически особенностям данной отдельной композиции воздаётся в полной мере, учение о формах как дисциплина в значительной мере упраздняется».
Оппозиция формы и содержания — обязательный аспект музыковедения в России советского периода. Методологической базой для рассмотрения данной оппозиции в СССР служила так называемая «марксистская теория искусства», постулировавшая примат содержания над формой. В вульгарно-социологической трактовке этого постулата форма как таковая не могла быть предметом науки и самой музыкальной композиции. Композиторы и теоретики музыки, проявлявшие в своём творчестве «чрезмерное» внимание к форме, объявлялись «формалистами», с неизбежными социально-политическими последствиями. 

## Форма и жанр, форма и стиль
Музыкальная форма — дискуссионная тема научных исследований. Учения о музыкальной форме в России, в Германии, в США, во Франции и других регионах мира сильно отличаются друг от друга как методологией, так и специфической терминологией. Относительное согласие учёных разных школ, принадлежащих европейской традиции (в том числе, российских), отмечается лишь в анализах музыки классико-романтической эпохи (XVIII — XIX века), отчасти также в отношении музыки барокко. Более сложная ситуация с формами старинной и традиционной (культовой и светской, западной и восточной традиций) музыки, где музыкальная форма практически неотделима от жанра (антифон, респонсорий, секвенция, мадригал, мотет, стихира, мугам и др.).
Музыкальная форма также рассматривается в связи с понятием музыкального стиля, в диапазоне от научных исследований, как в книге Л.Стайна «Структура и стиль. Исследование и анализ музыкальных форм», до высказываний в популярных книгах о музыке «для чайников»: «Хип-хоп, госпел, хэви-метал, кантри и реггей — такие же „формы“, как и менуэты, фуги, сонаты и рондо».

## Структура произведения
Произведение состоит из отдельных музыкальных фраз — маленьких целостных музыкальных фрагментов. Музыкальные фразы объединяются в периоды. Периоды, звучащие сходным образом, объединяются в части. По определению музыковедов Бенварда и Сакера, «часть ― это отрезок крупного произведения, который сам по себе является законченной композицией; чаще всего последовательность частей выстраивается в порядке, обеспечивающем контрастность музыкальных форм». Фрагменты (фразы, периоды, части) музыкального произведения обозначаются латинскими буквами: A, B, C и т. д. Различные сочетания фрагментов образуют различные музыкальные формы. Так, распространённая форма в классической музыке — ABA (песенная форма), означает, что изначальная часть A исчезает, когда её сменяет часть B, и повторяется в конце произведения.
Существует и более сложное структурирование: мотив (мельчайший элемент музыкальной формы; один акцент 1—2 такта), фраза (обычно имеет 2 акцента; 2—4 такта), предложение (наименьшая часть мелодии, завершенная каким-либо кадансом; 4—8 тактов), период (законченная музыкальная мысль; 8—16 тактов; 2 предложения).
Разные способы развития и сопоставления элементов мелодии привели к образованию различных типов музыкальных форм:

### Одночастная форма (A)
Наиболее примитивная форма. Мелодия может повторяться с незначительными изменениями (форма AA1A2…). Примеры: частушки.

### Двухчастная форма (AB)
Состоит из двух контрастных фрагментов — аргумента и контраргумента (например, пьеса «Шарманщик поёт» из «Детского альбома» П. И. Чайковского). Однако если фрагменты не контрастны, то есть второй фрагмент построен на материале первого, то двухчастная форма превращается в вариацию одночастной. Тем не менее, подобные произведения (например, пьеса «Воспоминание» из «Альбома для юношества» Р. Шумана) иногда относят к двухчастным.

### Трёхчастная форма (ABA)
Её называют также песенной или тернарной. Различаются 2 вида трёхчастной формы — простая и сложная; в простой каждый раздел является периодом, средний может быть и коротким переходом; в сложной — каждый раздел представляет собой, как правило, двухчастную или простую трёхчастную форму.

### Концентрическая форма
Концентрическая форма состоит из трёх и более частей, повторяющихся после центральной в обратном порядке, к примеру : А В С В А

## Классические формы

### Сонатная форма
Названа так, поскольку в классической сонате первая часть традиционно писалась именно в этой форме. При этом соната состоит как правило из трёх частей, но сонатная форма только у первой.
Состоит из 3-4 разделов: экспозиция, разработка, реприза и часто кода. В экспозиции проводятся две контрастные темы в разных тональностях (главная партия и побочная), которые повторяются в репризе в ином тональном соотношении — тонально сближаясь (чаще всего, обе в основной тональности). Разработка - самый неустойчивый и свободный раздел, где происходит развитие предыдущих интонаций.
Сонатная форма выделяется среди всех остальных форм: единственная форма, которая не получила развития в танцевальных и вокальных жанрах.

### Рондо
Свобода, свойственная сонатной форме, расширяется в рондо. Её форма представляет собой конструкцию ABACADAEAF… То есть совершенно разные фрагменты, тональности и размеры связываются начальной темой A.

### Рондо-соната
Смешанная форма, имеющая черты рондо и сонатной формы. Форма состоит из трёх основных разделов, в которой по принципу рондо строятся крайние разделы (оба или один из них), а средний представляет собой разработку, заимствованную от сонатной формы.

### Вариации
Одна из старейших музыкальных форм (известна с XIII века). Состоит из  темы и не менее двух изменённых воспроизведений. Однократная вариация темы, например, варьированной репризы в сонатной форме, не позволяет отнести его к вариационной форме.

### Фуга
Форма полифонической музыки XVII—XVIII веков. В классической однотемной фуге несколько голосов повторяют заданную тему. Состоит из трёх частей: экспозиции, развития и заключения.

### Симфония
Произведение, объединяющее несколько разных музыкальных форм, обычно в оркестровом исполнении. Как правило, состоит из четырёх частей (но не обязательно, главная идея симфонии — сочетание разных музыкальных форм):
1. Соната аллегро (быстрая соната).
2. Медленная часть.
3. Менуэт (короткое величественное танцевальное произведение в размере 3/4).
4. Сочетание сонаты и рондо, которое является тематическим повторением первой части.

### Циклические формы
Крупные произведения, состоящие из отдельных частей, объединённых общим замыслом, относятся к циклическим формам. Части циклических произведений строятся в какой-либо из вышеуказанных форм.
- Сюита
- Сонатно-симфонический цикл

### Другие
- Концерт — произведение для солирующего инструмента с оркестром.
- Дуэт — музыкальное сочинение для двух инструментов или двух голосов с инструментальным сопровождением.
- Этюд — краткое произведение, построенное на определённом техническом аспекте (быстрые гаммы, арпеджио, сложный ритм) и предназначенное для упражнений в исполнительском мастерстве.
- Фантазия — свободная форма.
- Песенная форма — обозначение двух- и трёхчастных форм небольшого и среднего масштаба. Теория песенных форм создана в Германии А.Б.Марксом и развита в России Ю.Н.Холоповым.
- Текстомузыкальная форма — тип музыкальной формы, специфика которой определяется строением вербального (молитвословного, поэтического, прозаического) текста.
- Куплетная форма — разновидность текстомузыкальной песенной формы, в основе которой лежит поэтическая строфа (например, в старинной французской шансон).

## Музыкальная форма в музыке XX — XXI веков
Формы в музыке XX — XXI веков — объект творческих экспериментов композиторов (наряду с гармонией, ритмом, фактурой, тембром и т.п.). В отношении этих экспериментов общепринятая типология форм не сложилась. Так, Д. Шульгин, рассматривая творчество современного композитора В. А. Екимовского, использует термин «параметрные формы». По его мысли, «параметрные формы» связаны с техникой построения композиции на уровне разных средств (компонентов) музыкальной ткани — ритма, динамики, гармонии, штрихов, фактуры и др. Эти формы при отсутствии мелодико-тематического фактора или значительном ослаблении его формообразующей роли, выступают на передний план современного композиционного процесса.
Существуют и многие другие научные термины для обозначения новых форм (например, «открытая форма», концепция «музыкальной грамматики» Фреда Лердаля и т.д.), статус которых в науке остаётся экспериментальным (как и феномены, которые этими терминами описываются).

## Понятие музыкальной формы в Европе, США и России
Определения музыкальной формы в европейских и американских учебниках формы чаще всего совпадают с первым (композиционно-техническим) значением, принятым в российском музыкознании. Британский «Oxford Companion to Music» (2002) определяет музыкальную форму как «внешний облик или структуру музыкального произведения». Гарвардский музыкальный словарь различает «form in music» и «forms of music» (синоним — «musical forms»); первое словосочетание близко русской трактовке формы как всеобъемлющего целого, второе — композиционно-технической её трактовке. Музыкальный словарь Гроува (2001) в статье «Form» описывает музыкальную форму предельно широко, определяя её как «конструктивное или организующее начало в музыке» (англ. constructive or organizing element in music), при этом композиционно-техническая трактовка музыкальной формы вовсе не рассматривается.
Ученик Шёнберга, австриец Эрвин Рац (1951) и американец Уильям Каплин (1998) создали учение о «формальной функции» (англ. formal function), то есть, функции того или иного элемента целостной формальной структуры. Собственное учение о функциях частей музыкальной формы развивали в России И.В. Способин (1947) и Ю.Н. Холопов. Функциональный подход позволил Холопову вернуть в отечественную теорию важнейший компонент тональной формы, издавна известный под названием «ход», и отказаться от классификации форм на основе «наименьшей структурной единицы — периода», которая долгое время была единственной принятой в советском музыкознании.